# Université de musique Élisabeth
L'université de musique Élisabeth (エリザベト音楽大学, Erizabeto ongaku daigaku?) est une académie et institution supérieure jésuite d’enseignement musical sise à Hiroshima au Japon. Fondée en 1948 comme école de musique, elle est devenue université en 1963.

## Histoire
Le père Ernest Goossens, missionnaire jésuite belge au Japon, ouvre une école de musique pour la jeunesse, à Hiroshima, peu après l’attaque atomique dévastatrice de la ville. Elle a bientôt une centaine d’élèves. En 1947, la ‘Hiroshima Music School’ prend le nom de la Reine des Belges Élisabeth en Bavière, mélomane reconnue, qui s’intéresse vivement au projet et à partir de 1951 sponsorise l’institution.
En 1952, le programme d’études dure deux ans. En 1954 un département de musique religieuse est ouvert. L’institution est rebaptisée ‘Elisabeth Musical College’ en 1959. 
L’école se développe et devient l’‘université de Musique Élisabeth’ (Elisabeth Musical University) en 1963, avec un programme de quatre ans.  Expansion du programme de musique religieuse en 1967, avec affiliation à l’Institut pontifical de musique sacrée'. De nouveaux départements (musique vocale et instrumentale) sont ouverts dans les années qui suivent. En 1993, Le programme de doctorat est inauguré. 
En 2001, l’université a son orchestre de jeunes, et sa chorale de musique de chambre (les ‘Elisabeth Singers’) en 2002. En 2003, un programme d’éducation musicale de la prime enfance est mis en route et une licence d’enseignement musical de première enfance est organisée.